# Костянтинів дар
Костянтинів дар (лат. Donatio Constantini) або Віно Костянтинове — підроблений дарчий акт (лат. Constitutum Constantini) Костянтина Великого римському папі Сильвестру. Згодом він увійшов до складу «Псевдоісидорових декреталій», а з половини XI служив одною з головних підстав для папських домагань на верховну владу як в Церкві, так і на вищий сюзеренітет в середньовічній Європі.
Походження документа достеменно невідомо. Вважається, що він був виготовлений у першій половині VIII століття, можливо в абатстві Корбі у Франції. Документ говорить про передачу Костянтином I верховної влади над Західною Римською імперією голові римської церкви. Фальсифікація була частиною угоди (бл. 751) між майордомом Піпіном III Коротким, що прагнув отримати офіційний статус короля франків, і папським двором.